# Kenzo Simons
Kenzo Simons, född 13 april 2001, är en nederländsk simmare.

## Karriär

### 2019–2022
Vid junior-EM 2019 i Kazan tog Simons silver på 50 meter frisim. Vid EM 2021 i Budapest slutade han på 13:e plats på 50 meter frisim. Vid kortbane-EM 2021 i Kazan slutade Simons på 17:e plats på 50 meter frisim och på 20:e plats på 50 meter fjärilsim. Han var även en del av Nederländernas kapplag som tog guld på både 4×50 meter frisim och 4×50 meter mixed frisim. Vid kortbane-VM 2021 i Abu Dhabi var Simons en del av Nederländernas kapplag som tog silver på 4×50 meter mixed frisim, brons på 4×50 meter frisim samt slutade på sjätte plats på 4×100 meter medley.
Vid EM 2022 i Rom slutade Simons på 24:e plats på 50 meter frisim och på 32:a plats på 50 meter fjärilsim. Vid kortbane-VM 2022 i Melbourne slutade han på 18:e plats på 50 meter frisim. Simons var även en del av Nederländernas kapplag som tog brons på både 4×50 meter frisim och 4×50 meter mixed frisim samt som slutade på åttonde plats på 4×50 meter medley, åttonde plats på 4×100 meter frisim och 11:e plats på 4×100 meter medley.

### 2023–2024
Vid VM 2023 i Fukuoka slutade Simons på 11:e plats på 50 meter frisim samt var en del av Nederländernas kapplag som slutade på 12:e plats på 4×100 meter mixed frisim. Vid kortbane-EM 2023 i Otopeni slutade han på 12:e plats på 50 meter frisim. Simons var även en del av Nederländernas kapplag som tog brons på både 4×50 meter medley och 4×50 meter mixed medley samt som slutade på fjärde plats på både 4×50 meter frisim och 4×50 meter mixed frisim.
Vid VM 2024 i Doha slutade Simons på sjätte plats på 50 meter frisim. Vid olympiska sommarspelen 2024 i Paris blev han utslagen i försöksheatet på 50 meter frisim och slutade på totalt 27:e plats.